# My Best Friend Is You
My Best Friend Is You (en español, Mi mejor amigo eres tú) es el segundo álbum de estudio de la cantautora inglesa Kate Nash, lanzado en el Reino Unido el 19 de abril de 2010.
El primer sencillo del álbum es "Do-Wah-Doo". Nash confirmó que filmó el videoclip para la canción el jueves 18 de febrero de 2010: "Grabé el video para Do Wah Doo el jueves de la semana pasada y fue muy divertido. La pasé mejor que en cualquier otra grabación. Aparecen la mayoría de mis maravillosos amigos, los que son increíbles. Escribí la letra hace casi un año. Es una historia de amor a fines de los años 50. Por alguna razón esa idea ha estado siempre en mi cabeza. " Nash también posteó fotos de la grabación, mostrándola a ella y a sus amigos (incluyendo al fotógrafo y su cercano amigo Wesley Goode, quien protagonizó el video de "Pumpkin Soup") en un avión. La canción está disponible desde el 4 de marzo de 2010.
Sus otros sencillos son "I Just Love You More", el cual está disponible en la página oficial de Nash para descarga gratuita digital, y "Don't You Want to Share the Guilt?".

## Lista de temas
| N.º | Título                                                                   | Duración |  |
| 1.  | «Paris»                                                                  | 3:04     |  |
| 2.  | «Kiss That Grrrl»                                                        | 3:41     |  |
| 3.  | «Don't You Want to Share the Guilt?»                                     | 5:05     |  |
| 4.  | «I Just Love You More»                                                   | 3:05     |  |
| 5.  | «Do-Wah-Doo»                                                             | 2:32     |  |
| 6.  | «Take Me to a Higher Plane»                                              | 3:20     |  |
| 7.  | «I've Got a Secret»                                                      | 2:39     |  |
| 8.  | «Mansion Song»                                                           | 3:22     |  |
| 9.  | «Early Christmas Present»                                                | 3:08     |  |
| 10. | «Later On»                                                               | 3:34     |  |
| 11. | «Pickpocket»                                                             | 3:21     |  |
| 12. | «You Were So Far Away»                                                   | 3:26     |  |
| 13. | «I Hate Seagulls» (Incluye la canción escondida "My Best Friend Is You") | 8:50     |  |